# 扎姆朗峰
扎姆朗峰是尼泊爾的山峰，位於喜馬拉雅山脈中部，處於馬卡魯峰西南16公里，海拔高度7,319米，日本攀山隊在1962年5月31日首次登上該山峰。

## 外部連結
- Chamlang on Peakware

1. 1 2  "Chamlang, Nepal" Peakbagger.com. Retrieved 2012-01-08.